# Ołeksijiwka (obwód chmielnicki)
Ołeksijiwka (ukr. Олексіївка) – wieś na Ukrainie, w obwodzie chmielnickim, w rejonie chmielnickim, w hromadzie Stara Sieniawa. W 2001 liczyła 685 mieszkańców, spośród których 682 wskazało jako ojczysty język ukraiński, a 3 rosyjski.